# 久保謙一
久保 謙一（くぼ けんいち、1936年 - 2005年）は日本の教育者、物理学者、理学博士。東京都立大学名誉教授。専門は原子核理論。熊本県出身。

## 経歴
1936年に熊本県で生まれる。1969年に東京工業大学大学院理学研究科博士課程を修了後、東京大学原子核研究所および理学部助手を経て、東京都立大学助教授に就任する。東京都立大学教授に昇格後は、東京都立大学附属高等学校校長などを歴任した。2000年に同大学を定年退職し、東京都立航空工業高等専門学校校長を2002年まで務めた。
この間、ドイツのハイデルベルクにあるマックス・プランク研究所やオックスフォード大学原子核研究所、テキサスA&M大学サイクロトロン研究所などへ赴き研究活動を行った。専門分野ではスピン偏極反応などを研究した。

## 著書
- 『スピンと偏極』（共著、鹿取謙二、培風館、1994年）
- 『現代物理学の世界』（単著、岩波書店、1998年）
- 『解析力学』（裳華房、2001年）
- 『日常で役立つ物理学』（単著、誠文堂新光社、2005年）
- 『量子力学はこうなっている!』（応用物理学会監修、裳華房、2006年）